# 奥田政行
奥田政行（おくだ まさゆき、1969年12月4日 - ）は、イタリア料理人、酒田調理師専門学校食材論講師、山形県庄内総合支庁『食の都庄内』親善大使。山形県鶴岡市出身。一般社団法人全日本・食学会理事。

## 略歴
- 1969年12月4日 - 山形県鶴岡市に生まれる。
- 鶴商学園高等学校（現・鶴岡東高等学校）卒業。
- 1988年 - 渋谷万葉会館で修行する。
- 1994年 - 鶴岡市に帰郷する。
- 『鶴岡ワシントンホテル』洋食料理長に就任。
- 『J・FARM 穂波街道』料理長に就任。
- 1995年 - 仙人堂神社で結婚式を挙げた。
- 2000年 - 在来野菜など旬の地元産こだわり食材を使ったイタリア料理店『アル・ケッチァーノ』をオープンする。 地元食材にこだわり生産者の顔の見えるメニューを提供中。
- 2003年 - 店舗の営業の傍ら、酒田調理師専門学校に於いて食材論の講師を３年間つとめる。
- 2004年 - 山形県庄内支庁より、庄内の食材を全国に広める「食の都庄内」親善大使に任命（継続中）。
- 2004年 - イタリア アルチェヴィア ピテッキオ城にてアルケフェアーを開催。
- 2005年 - イタリアマルケ州アルチェヴィアより表彰される。
- 2005年 - ハンガリー ヴィシェグラードシルヴァーヌスホテルにてフェアーを開催。
- 2006年7月9日 - 『情熱大陸』で紹介される。
- 2006年10月 - イタリアのスローフード協会国際本部主催の「テッラ・マードレ2006」で、世界の料理人1000人に選出される（日本からは11人）。
- 2006年 - アメリカ・ポートランドの『ヒースマンホテル』にてフェアーを開催。
- 2007年 - ドルチェの店「イル・ケッチァーノ」をオープン。
- 2007年 - イタリアカネッリにてフェアーを開催。
- 2008年 - 庄内浜文化伝道師マイスターに認定。
- 2009年4月 - 東京都中央区銀座に山形県の食材をメインにしたイタリア料理店「YAMAGATA San-Dan-Delo」をオープン。
- 2009年11月 - スペインのサンセバスチャン世界料理大会に於いて、日本の食材を紹介し、料理も作る。
- 2009年 - 鶴岡市農業発展奨励賞を受賞。
- 2009年 - スペインサンセバスチャン フードガストロノミカ 出場。
- 2010年1月 - 第一回 FOOD ACTION NIPPON アワード2009にて「コミュニケーション・啓発部門」優秀賞を受賞。
- 2010年4月 - 山形在来作物研究会（代表・江頭宏昌）と共同で第1回辻静雄食文化賞を受賞（地域におけるレストランと研究機関との連携による、地域の食文化の向上に貢献した活動に対して）。
- 2010年10月 - 「テッラ・マードレ2010」イタリアスローフード協会国際本部主催 ファイナルディナーを担当する。
- 2010年10月 - スペイン・サンセバスチャン世界美食祭り料理大会に於いて日本の食材を紹介/料理を作る。
- 2010年11月 - 日本の農林水産省より「第一回料理マスターズブロンズ賞」を受賞する。（受賞者全国より７名）
- 2010年 - イタリアテッラ・マドーレ2010 ファイナルディナー担当。
- 2011年12月 - スペイン大使館「日本食・日本酒講習会」に於いて「食」を通じて日本食の魅力や食材の安全性をアピール。
- 2011年 - スペインサンセバスチャン美食祭り世界大会 出場。
- 2011年 - 在スペイン日本大使館にて「日本食・日本酒講習会」料理担当。
- 2012年1月 - スイスで開催されてダボス会議「Japan Night 2012」に於いて料理を担当。（料理責任監修を務める。）
- 2012年1月 - 山形新聞平和賞受賞。
- 2012年2月 - サンマリノ共和国建国1710年記念パーティ・メインシェフ担当。（ホテルオークラにて）
- 2012年2月 - サンマリノ共和国より「食の平和大使」に任命。
- 2012年3月 - スペイン「マドリード国際グルメ博」日本ブース料理担当・ステージにて発表する。
- 2012年5月 - 東京スカイツリー「東京ソラマチ31F ラ・ソラシド」をプロデュース。
- 2012年8月 - イタリア ローマ法王に謁見し、山形県の食材を含む日本の食材を渡し、日本食材の安全を訴える。
- 2012年11月 - ダライ・ラマ14世に謁見。山形県産米「つや姫」を送った。つや姫の発芽玄米をその場で食してもらい「ベリーグッド」と喜んでもらった。
- 2012年11月 - 山形県産業賞受賞。
- 2012年 - 麗水国際博覧会ジャパンデーファイナルディナー担当。
- 2013年8月 - 社会文化功労賞受賞。
- 2013年12月 - 2015イタリアミラノ国際博覧会日本館サポーター就任。
- 2014年1月 - ギリシャクレタ島で料理と文化の交流イベントの「Delicious Crete」で日本側メインシェフ担当。
- 2014年10月 - イタリアピエモンテ州カネッリの名誉市民 付与される。
- 2014年12月 - 地元鶴岡市がユネスコ創造都市ネットワーク 食文化部門での認定に貢献する。
- 2014年 - ギリシャ『Delicious Crete』メインゲストシェフ。
- 2014年 - イタリア・ヴァリラ本社ステークホルダーミーティングでゲスト講演。
- 2015年4月 - 世界料理学会（北海道函館市）にて発酵料理のプレゼンテーションを行う。
- 2015年5月 - 福岡県宗像市にて開催の、宗像国際環境100人会議においてオープニング料理を担当する。
- 2015年6月 - 地元鶴岡で開催されたANAスターアライアンスグループ各国代表者会議において、地元庄内地方の食材を振る舞い、2020年夏季オリンピックの山形県への誘致活動を行う。
- 2015年8月 - 北海道札幌市に於いて、インドの環境活動家ヴァンダナ・シヴァさんと環境や日本の野菜の未来のディスカッションを行った。
- 2015年9月 - 山形県鶴岡市より市政功労賞受賞。
- 2015年10月 - イタリア ミラノ国際博覧会日本館に於いて鶴岡市の食文化アドバイザーとして参加、料理を振る舞いだだちゃ豆を宣伝。
- 2015年11月 - 広島県廿日市市に『宮島Bocca Al-che-cciano（みやじまボッカ アル・ケッチァーノ）』をオープン。
- 2015年 - イタリアミラノ国際博覧会にて、日本・山形県・鶴岡市の食文化伝道師として料理を作る。
- 2015年 - イタリアミラノ一ツ星トラサルディ、ニツ星サドレルに於いてフェアーを開催。
- 2016年6月 - イタリアミラノにて世界野菜料理コンテスト『The Vegetarian Chance』にアジア代表として出場。世界各国からファイナリスト8名（約1000人の書類選考から）、3位に入賞する。
- 2016年6月 - サンマリノ共和国にて『サンマリノ神社建立2周年記念“ニッポンまつり”』に於いて料理を作る。
- 2016年 - イタリア ミラノ 世界野菜料理コンテスト『The Vegetarian Chance』世界3位。
- 2016年 - サンマリノ共和国ミシュラン一ツ星レストラン「Righi」にてガラディナー。
- 2017年1月 - グルマン世界グルメ本アワード2017『FOOD HERITAGE部門』に『食べもの時鑑』として最終ノミネートされる。
- 2017年6月‐グルマン世界グルメ本アワード2017『FOOD HERITAGE部門』に『食べもの時鑑』が大賞受賞。
- 2017年2月-パリ一つ星レストラン「pages」にて日本酒とフレンチのガラディナー開催。
- 2018年11月 - 農林水産省が主導する「地産地消等優良活動表彰」受賞[3]。
- 2020年 - 文化庁長官表彰[4]。

## 出版物

### 著書
- 2009年 - 『奥田政行の食材スーパーハンドブック:「おいしさ鮮度」がひと目でわかる天才シェフの目利』 小学館 ISBN 978-4-09-310766-2
- 2009年 - 『田舎町のリストランテ、頑張る。山形・庄内』 マガジンハウス ISBN 978-4-8387-2044-6
- 2010年 - 『人と人をつなぐ料理：食で地方はよみがえる 』 新潮社 ISBN 978-4103281214
- 2011年 - 『アル・ケッチァーノ奥田政行のちゃちゃっとイタリアン 素材を生かす塩使いマジック 』 小学館 ISBN 978-4-09-102250-9
- 2012年 - 『アル・ケッチァーノのパスタ 』 小学館 ISBN 978-4-09-102278-3
- 2013年 - 『アル・ケッチァーノ式経営術 』 日経BP社 ISBN 978-4-8222-7324-8
- 2015年 - 『地方再生のレシピ 食から始まる日本の豊かさ再発見 』 共同通信社ISBN 978-4-7641-0678-9
- 2020年 - ゆで論

### 関連書籍
- 2004年 - 『奇蹟のテーブル - 雨の日には、アル・ケッチァーノへ行こう』酒井天美、荻原和歌、鶴田純也、福田進一、ほか共著者多数 「奇蹟のテーブル」刊行委員会 ISBN 4-9903092-0-0
- 2009年 - 『庄内パラディーゾ:アル・ケッチァーノと美味なる男たち』 一志治夫（著） 文藝春秋 ISBN 978-4-16-371110-2
- 2010年 - 『視線の先に 料理人・奥田政行の目指すもの』 川野達子（著） プレスアート ISBN 978-4990190941
- 2010年 - 『食とたねの未来をつむぐ:わたしたちのマニフェスト』 ヴァンダナ・シヴァ（編著） 大月書店 ISBN 978-4-272-33065-2
- 2010年 - 『地域力:渾身ニッポンローカルパワー 』 地域振興総合研究所（編纂） 講談社 ISBN 978-4-06-216684-3

## テレビ出演
出典：
- 2017年 - 2月6日、プロフェッショナル 仕事の流儀
- 2016年 - 11月10日、ぐるナイ
- 2011年 - 1月30日、ソロモン流
- 2006年 - 7月9日、情熱大陸